# Brenthis distincta
Brenthis distincta är en fjärilsart som beskrevs av Gibson 1920. Brenthis distincta ingår i släktet Brenthis och familjen praktfjärilar. Inga underarter finns listade i Catalogue of Life.